# Katholiek Nationale Partij

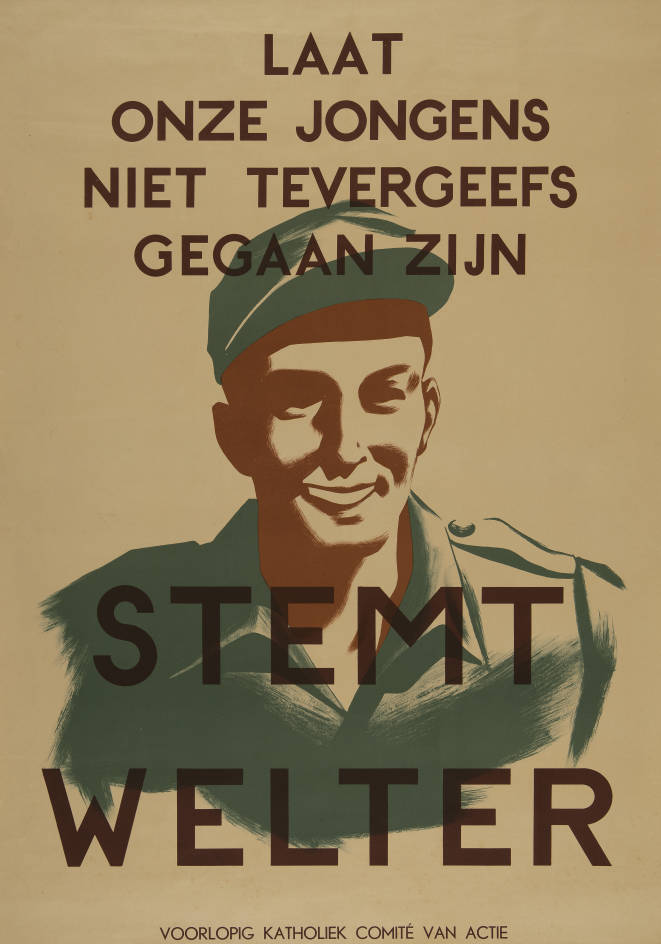
Laat onze jongens niet tevergeefs gegaan zijn – Stemt Welter („Lasst unsere Jungs nicht umsonst gegangen sein – Stimmt für Welter“): Wahlplakat der Welter-Liste (1948)

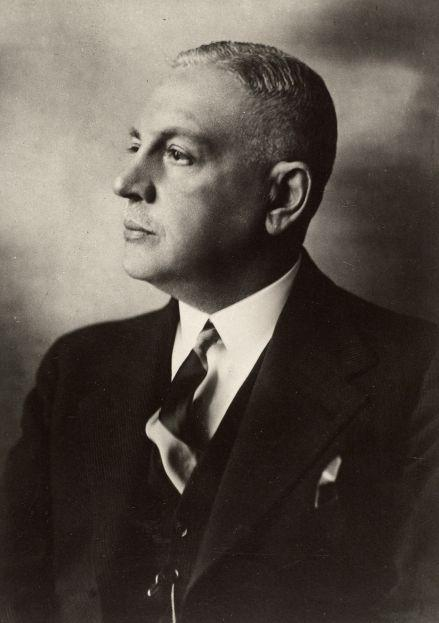
Der ehemalige Kolonialminister Charles Welter war von 1948 bis 1956 Vorsitzender der KNP.

Die Katholiek Nationale Partij KNP (Katholische Nationalpartei) war politische Partei in den Niederlanden, die von 1948 bis 1956 bestand.

## Historische Entwicklung und Persönlichkeiten
Die Katholisch-Nationale Partei wurde am 11. Dezember 1948 als Fortsetzung der Welter-Liste (Aktionskomitee) vom ehemaligen Kolonialminister Charles Welter gegründet, der vom 27. Juli 1948 und dem 13. Juni 1956 auch erster und einziger Vorsitzender der KNP war. Diese Liste gewann bei der Parlamentswahl am 7. Juli 1948 einen Sitz in der Zweiten Kammer der Generalstaaten. Welters Anhänger wandten sich gegen die Politik der Regierung in Niederländisch-Indien und widersetzte sich später vor allem dem Kurs der Katholischen Volkspartei KVP (Katholieke Volkspartij), die mit der Partei der Arbeit PvdA (Partij van de Arbeid) zusammenarbeitete.
1952 gelang es der KNP, die immer in der Opposition, mit William Lemaire einen zweiten Sitz zu erringen. Am 29. Oktober 1955 beschlossen die KNP-Mitglieder auf Drängen der Bischöfe, zur KVP zurückzukehren. Es wurde vereinbart, dass zwei (ehemalige) KNP-Mitglieder einen Platz auf der Kandidatenliste zur Parlamentswahl am 13. Juni 1956 erhalten würden. Einer von ihnen war Welter, der bis 1963 Abgeordneter blieb, der andere war Bob Duynstee.

## Grundsätze
Die KNP war eine katholische Partei, die sich für christliche Politik einsetzte. In finanzieller, wirtschaftlicher und sozialer Hinsicht war sie eine konservative Partei. Ziel der Partei war eine Verringerung der staatlichen Einmischung in das Wirtschaftsleben und eine Senkung der Staatsausgaben. In scheinbarem Widerspruch dazu befürwortete die KNP eine starke Unterstützung der Landwirtschaft und des Schiffbaus. Ein wichtiges Thema im KNP-Programm bis 1950 war die Wahrung der nationalen Einheit. Indonesiens Streben nach Unabhängigkeit wurde abgelehnt, da es aus KNP-Sicht nur ein Königreich geben konnte, zu dem sowohl Niederländisch-Indien als auch die Niederlande gehörten und an dessen Spitze die Königin stand. Nach 1950 setzte sich die KNP insbesondere für die Interessen der niederländischen Einwohner in Indonesien, Ambonesen und Papua ein.

## Die Wahlen zur Zweiten Kammer zwischen 1948 und 1952
Die KNP hatte im ganzen Land Unterstützung, die in den drei nördlichen Provinzen jedoch relativ gering. In Den Haag hatte die KNP eine relativ große Anhängerschaft, insbesondere unter ehemaligen Beamten aus Niederländisch-Indien.
| Wahl          | Ergebnis in Prozent | Sitze | Spitzenkandidat |
| ------------- | ------------------- | ----- | --------------- |
| 7. Juli 1948  | 1,3                 | 1     | Charles Welter  |
| 25. Juni 1952 | 2,7                 | 2     | Charles Welter  |